# شرکت ملی نفت چین
شرکت ملی نفت چین (به چینی: 中国石油天然气集团公司) شرکت دولتی نفت‌وگاز چینی است که به عنوان بزرگ‌ترین شرکت چین در حوزهٔ صنعت انرژی محسوب می‌شود. دفتر مرکزی این شرکت، در منطقهٔ دانگ‌چنگ، پکن قرار دارد.
شرکت ملی نفت چین مالک شرکت پتروچاینا می‌باشد. این شرکت از ماه ژوئن سال ۲۰۱۰ به‌عنوان دومین شرکت بزرگ جهان از لحاظ میزان ارزش بازار سرمایه شناخته می‌شود.

## تاریخچه
در سال ۱۹۴۹ که جمهوری خلق چین بنا شد، شرکت ملی نفت چین نیز، به وسیلهٔ دولت چین و با هدف مدیریت سوخت در این کشور، تأسیس گردید. این شرکت به عنوان زیرمجموعهٔ وزارت صنایع سوخت، آغاز به فعالیت نمود.
در ماه ژانویهٔ سال ۱۹۵۲ یک گروه فرعی در وزارت صنایع سوخت این کشور، به‌منظور مدیریت اکتشاف نفت در چین تشکیل شد، که به‌عنوان ادارهٔ مدیریت نفت نامیده می‌شد. در ژوئیهٔ ۱۹۵۵ یک وزارتخانه جدید بنام وزارت نفت، به جای وزارت صنایع سوخت ایجاد شد. از ۱۹۵۵ تا ۱۹۶۹، حدود ۴ میدان نفتی توسط این وزارتخانه، در چین کشف گردید. این ۴ حوزه در مناطق چینگهای، هیلونگجیانگ، خلیج بوهای و سونگ لیااو قرار داشتند.
شرکت ملی نفت چین، در نهایت در تاریخ ۱۷ سپتامبر ۱۹۸۸ زمانی که دولت این کشور، تصمیم به انحلال وزارت نفت و شرکت‌های دولتی گرفت، ایجاد شد، که درپی آن، مسئولیت رسیدگی به همه فعالیت‌های نفتی در چین، به این شرکت واگذار گردید.
عملیات بین‌المللی شرکت ملی نفت چین، در سال ۱۹۹۳ آغاز شد. نخستین قرارداد با دولت پرو منعقد گردید، که مربوط به انجام خدمات، مدیریت و توسعهٔ میدان نفتی تالارا در کشور پرو بود.
بلافاصله، در دومین گام، قراردادی با دولت سودان بسته شد، که مربوط به مدیریت بلوک‌های ۱، ۲ و ۴ در میدان نفتی موگلاد می‌شد. سپس در ماه ژوئن سال ۱۹۹۷ این شرکت، اقدام به خرید ۶۰٫۳٪ درصد از سهام شرکت نفت آکتوب، در قزاقستان نمود. یک ماه بعد، شرکت ملی نفت چین در یک مناقصهٔ بین‌المللی نفتی برنده شد که مربوط به توسعهٔ دو میدان نفتی در کشور ونزوئلا بود.
در ژوئیهٔ سال ۱۹۹۸ این شرکت توسط دولت چین، مطابق با ساختار شرکت‌های نفتی، به دو بخش بالادستی و پایین‌دستی تفکیک شد. 
در ماه اوت ۲۰۰۵ اعلام شد که شرکت ملی نفت چین برای خرید شرکت کانادایی پترو قزاقستان که در آلبرتا مستقر می‌باشد، با مبلغ ۴٫۱۸ میلیارد دلار به توافق رسیده است. این خرید در آن زمان، بزرگ‌ترین معامله‌ای بود، که توسط یک شرکت چینی، در خارج از این کشور انجام می‌شد.
در سال ۲۰۰۶ میلادی، ۶۷٪ درصد از دارایی‌های شرکت ملی نفت چین، به شرکت تازه‌تأسیس پتروچاینا، که خود شرکت تابعه‌ای از شرکت ملی نفت چین به‌شمار می‌آمد، واگذار شد.

## ساختار سازمانی
شرکت ملی نفت چین، در آغاز تأسیس، یک شرکت کاملاً دولتی بود، که سپس سهام آن، در قالب یک شرکت عمومی، واگذار شد. در تاریخ ۵ نوامبر ۱۹۹۹، شرکت پتروچاینا با هدف اجرای طرح توسعه، بازسازی و در واقع تجدید ساختار شرکت ملی نفت چین، به‌عنوان یک شرکت تابعه از آن، تأسیس گردید.
در این طرح، حجم بسیاری از دارایی‌های شرکت ملی نفت چین، همینطور ادارات و بخش‌های عمده‌ای از این شرکت، به پتروچاینا تزریق شد. امور مربوط به اکتشاف و استخراج نفت، پالایش و بازاریابی، همچنین بخش صنایع پتروشیمی و بازار گاز طبیعی نیز، به پتروچاینا واگذار گردید.
در طول سال‌های بعد، شرکت ملی نفت چین و پتروچاینا، توسعهٔ دارایی‌های خارج از کشور را از طریق سرمایه‌گذاری مشترک، آغاز نمودند.

## فعالیت‌ها

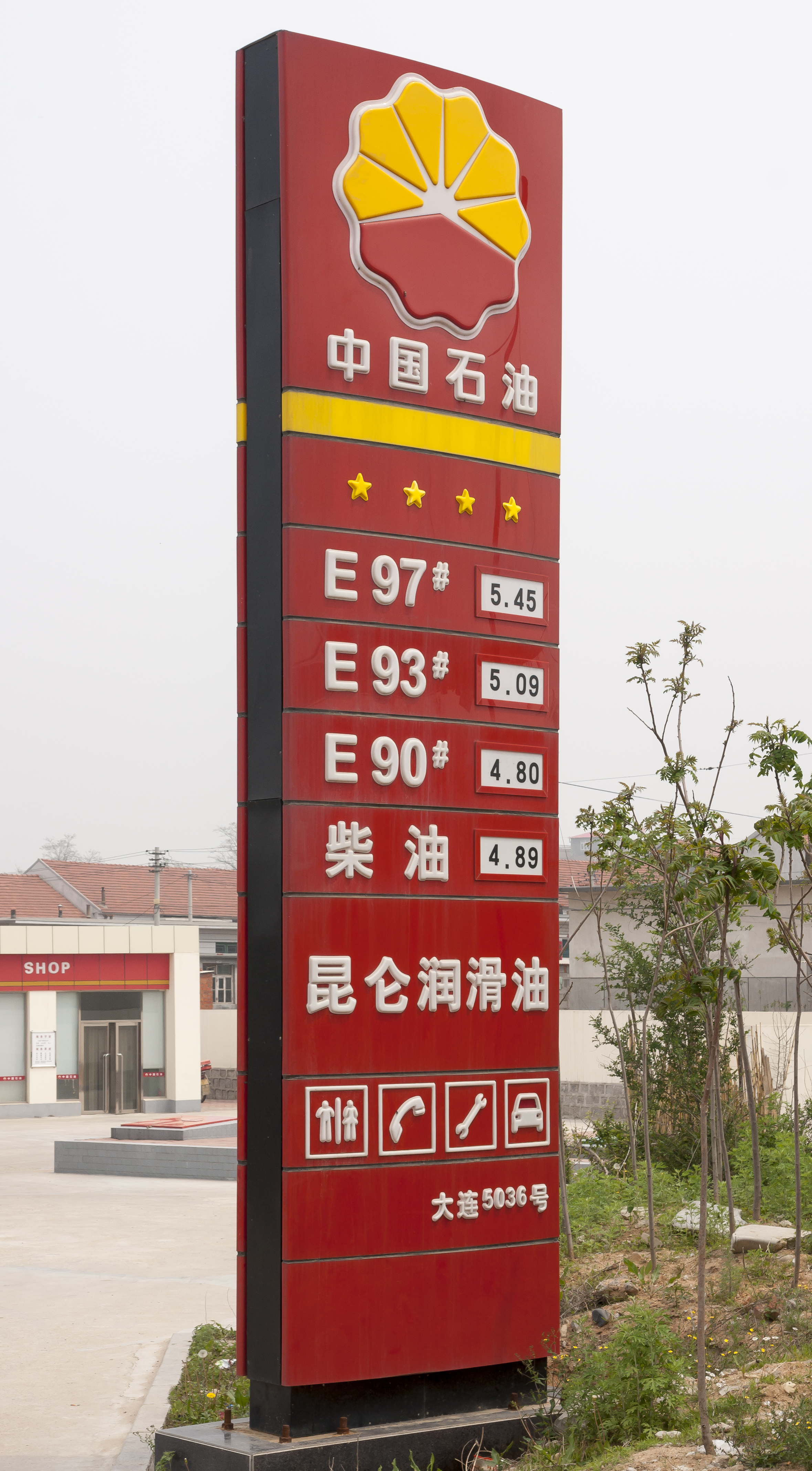
مرتبط

شرکت ملی نفت چین دارای ذخایر اثبات شده‌ای معادل ۳٫۷ میلیارد بشکه نفت خام است. همچنین در سال ۲۰۰۷ این شرکت، معادل ۵۴ میلیارد متر مکعب گاز طبیعی تولید کرده‌است.
این شرکت، فعالیت‌های گسترده‌ای در کشورهای آذربایجان، کانادا، ایران، اندونزی، میانمار، عمان، پرو، سودان، تایلند، ترکمنستان و ونزوئلا دارد. همچنین پروژه‌های اکتشافی در داخل و خارج از چین داشته، که متعلق به یکی از شرکت‌های تابعه شرکت نفت چین، بنام شرکت حفاری گریت وال (به‌اختصار: GWDC) می‌باشد.

### عراق
ورود شرکت نفت چین، به بازار نفت عراق با توسعهٔ میدان نفتی ادهب که در استان واسط عراق قرار دارد، همراه بود. بهره‌برداری از این میدان، که دارای ذخایر اثبات‌شده‌ای معادل یک میلیارد بشکه است، در ماه مارس سال ۲۰۰۹ آغاز شد، که این شرکت را، به نخستین سرمایه‌گذار خارجی در عراق، تبدیل نمود.

### ایران
با آغاز سری جدید تحریم‌های غرب، که بخش نفت و گاز ایران را به‌طور مستقیم هدف قرار می‌داد، به‌طور فزآینده‌ای منجر به خروج شرکت‌های نفتی اروپایی مانند: رویال داچ شل، بی‌پی، شلمبرجر، استات اویل، توتال، رپسول و ... از بازار نفت‌وگاز ایران گردید.
این تحریم‌ها عملاً راه را برای شرکت‌های نفتی چینی مانند: شرکت خدمات نفتی چین، شرکت ملی نفت فلات قارهٔ چین، پتروچاینا و حتی ساینوپک (که در عمل یک شرکت پایین‌دستی نفتی است) در بخش اکتشاف و تولید، به میدان‌ها نفتی ایران باز کرد، که پیامدهای زیان‌بار ورود این شرکت‌ها به صنایع نفت و گاز ایران، در طول دهه گذشته کاملاً مشهود می‌باشد.
از سوی دیگر، احتیاج شدید ایران، به آغاز هرچه سریع‌تر کار توسعهٔ میدان‌های نفت و گاز مشترک، با کشورهای عربی حوزهٔ خلیج فارس، که در بخش عربی آن‌ها چندین سال بود که در حال بهره‌برداری از این میدان‌ها با مشارکت شرکت‌های نفتی بزرگ جهان می‌باشند، نیز روند ورود این شرکت‌ها را دو چندان نمود.
همچنین به‌علت نیاز شدید ایران، به فناوری و دامنه گسترده‌ای از کالاها، مواد اولیه، ابزار و ماشین‌آلات در صنعت نفت و گاز خود، همواره نیاز به شرکت‌های نفتی خارجی داشته، که در سال‌های گذشته، تنها شرکت‌های چینی حاضر به دادن این خدمات و همچنین مشارکت در ایران بودند و همین موضوع باعث شد، که شرکت‌های نفتی چینی و در رأس آن‌ها شرکت ملی نفت چین، سپس پتروچاینا و ساینوپک، سود سرشاری را از بازار نفت و گاز ایران بدست آورند.
شرکت ملی نفت چین در سال ۲۰۱۱ اقدام به توسعهٔ قدیمی‌ترین میدان نفتی ایران که در شهر مسجدسلیمان، استان خوزستان قرار دارد، نمود. میدان نفتی مسجدسلیمان، نخستین و قدیمی‌ترین میدان نفتی در خاورمیانه می‌باشد. این قرارداد ارزشی معادل ۲۰۰ میلیون دلار داشته، که با همکاری شرکت ملی مناطق نفتخیز جنوب و شرکت بهره‌برداری نفت و گاز مسجدسلیمان، به‌عنوان شرکت‌های تابعهٔ شرکت ملی نفت ایران انجام می‌شود.
تولید این میدان نفتی خاص بوده و انتظار می‌رود تولید کنونی این میدان که برابر ۲٬۵۰۰ بشکه در روز است، در طول یک سال پس از اتمام فاز ۱ پروژه، به ۲۵٬۰۰۰ بشکه افزایش یابد. همچنین با تکمیل فاز ۲ پروژه، به تولیدی معادل ۵۵۰٬۰۰۰ بشکه نفت برسد، که در عمل هیچگاه این ارقام به واقعیت نزدیک.

### سوریه
شرکت ملی نفت چین با شرکت نفت و گاز هند (اوان‌جی‌سی) برای آغاز یک سرمایه‌گذاری مشترک در کشور سوریه به توافق رسیدند. در این پروژه مشترک، سهم هر کدام از شرکت‌ها، در حدود ۳۳٫۳٪ تا ۳۸٪ درصد خواهد بود.
این سرمایه‌گذاری به‌منظور توسعهٔ چندین میدان نفتی و همچنین اکتشاف و استخراج گاز طبیعی در کشور سوریه می‌باشد.
این یک نمونهٔ جالب، از همکاری میان دو شرکت نفتی دولتی می‌باشد، که سال‌های متمادی برای کسب بازارهای یکدیگر در سراسر جهان، رقابت تنگاتنگی داشته‌اند.

### قزاقستان
شرکت نفت چین، پس از بدست آوردن شرکت کانادایی/قزاقستانی پترو قزاقستان، بسرعت آغاز به توسعهٔ چندین میدان نفتی، در کشور قزاقستان نمود.
پترو قزاقستان، یک شرکت تخصصی نفتی است، که در همه زمینه‌های صنعت نفت، دارای امکانات و تخصص لازم می‌باشد. مقر اصلی این شرکت، در کشور قزاقستان قرار دارد. پترو قزاقستان، با مبلغ ۴٫۱۸ میلیارد دلار، توسط شرکت نفت چین خریداری شد.
پس از آنکه مقامات دولت قزاقستان، به راحتی و با قیمت پایین کلیهٔ سهام بخش نفتی این شرکت را، به شرکت ملی نفت چین واگذار کردند، برای فروش باقی‌ماندهٔ سهام این شرکت، که مربوط به شرکت گاز آن؛ کزمونای‌گس بود، با مقاومت سیاسی در کشور قزاقستان مواجه شدند. که در نهایت حاضر به واگذاری کزمونای‌گس نشدند.

### ازبکستان
در سال ۲۰۰۶، شرکت ملی نفت چین، یک کنسرسیوم مشترک بین‌المللی با شرکت دولتی ازبکستان؛ ازبک‌نفته‌گاز، لوک اویل، پتروناس و شرکت ملی نفت کره، برای اکتشاف و توسعهٔ میدان‌ها نفت و گاز در دریای آرال تشکیل داد.

### خط لولهٔ سین‌کیانگ
شرکت ملی نفت چین، در اکتبر سال ۲۰۰۴ آغاز به ساخت یک خط لولهٔ انتقال نفت بنام خط لولهٔ سین‌کیانگ نمود. این خط لوله، از خاورمیانه آغاز شده و در سین کیانگ چین خاتمه می‌یابد.